# Friedrich von Usedom

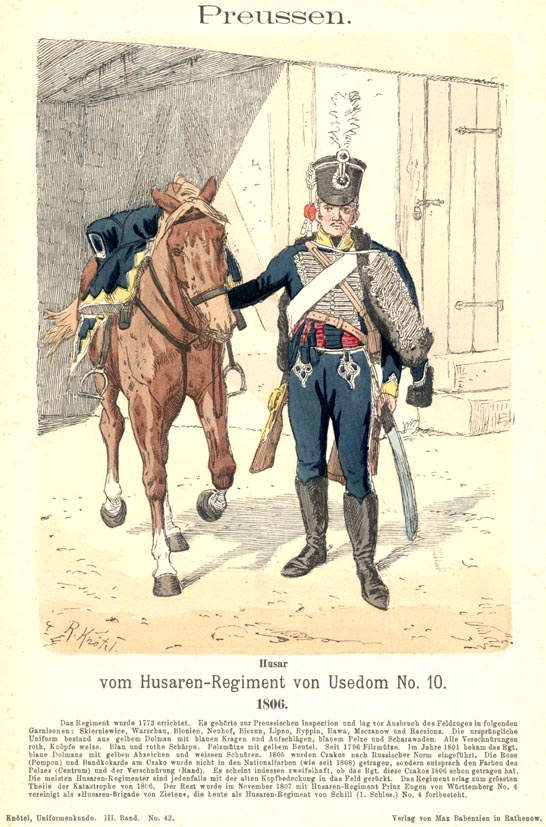
Husar des Regiments Nr. 10

Friedrich Leopold Karl Bernhard Ludwig von Usedom (* 14. April 1756 in Venzvitz; † 15. November 1824 auf Gut Melochwitz bei Militsch) war ein preußischer Generalmajor sowie letzter Chef des nach ihm benannten Husarenregiments und Domherr zu Kammin.

## Leben

### Herkunft
Friedrich war der Sohn des in schwedischen Diensten stehenden Majors Hans Heinrich von Usedom (1724–1771) und dessen Ehefrau Theodora, geborene von Taube. Der Generalleutnant Adolph Detlef von Usedom war sein Onkel.

### Militärkarriere
Usedom war von 1767 bis 1768 Junker in schwedischen Diensten und kam anschließend als solcher in das Husarenregiment „von Lossow“ der Preußischen Armee. Er kämpfte im Bayerischen Erbfolgekrieg, in welchem er zum Stabsrittmeister befördert wurde. 1785 erfolgte seine Beförderung zum Rittmeister und die Ernennung zum Eskadronchef im Husarenregiment „Prinz Eugen von Württemberg“. Bei einer Parade am 15. Oktober 1786 erhielt er den Orden Pour le Mérite. Usedom nahm am Polnischen Krieg teil und wurde am 29. August 1794 zum Oberstleutnant befördert.
Am 27. Januar 1795 wurde er Kommandeur dieses Regiments. Am 21. Mai 1798 wurde er zum Oberst befördert. Am 3. Dezember 1804 wurde er zum Chef des Husarenregiments „von Glaser“ ernannt und am 20. Mai 1805 zum Generalmajor befördert. Im Vierten Koalitionskrieg kommandierte er 1806 ein Reiterkorps im Reservekorps des Herzogs von Württemberg. Es bestand aus seinem Husarenregiment sowie dem Dragonerregiment „von Hertzberg“. Nach der Niederlage des Korps bei Halle zog Usedom sich mit den Resten nach Mecklenburg zurück. Er wurde dabei vom Korps Blücher getrennt, das sich bei Lübeck neu formieren wollte. Am 5. November 1806 wurde sein noch 367 Pferde zählendes Regiment bei Rohlsdorf nahe Wismar von Truppen des Generals Savary gestellt und musste kapitulieren.
Usedom verließ das Militär, erhielt eine Pension von 800 Talern und zog sich auf sein Gut in Melochwitz bei Militsch zurück. Seine wiederholte Bitte an den preußischen König zu Beginn der Befreiungskriege um Wiederverwendung lehnte dieser mit dem Hinweis auf den schlechten Gesundheitszustand von Usedom ab. Er verstarb 1824 auf seinem Gut.

### Familie
Usedom war in erster Ehe mit Friederike Freda Sophie, geborene von Rüllmann (1769–1802) und in zweiter Ehe mit Juliane Ernestine Henriette, geborene Gräfin von Geßler (* 26. März 1785; † 4. Dezember 1857) aus dem Haus Langenhof verheiratet. Aus erster Ehe hatte er neun Kinder, aus der zweiten drei weitere, darunter:
- Friederike ⚭ August von der Heyden (* 31. Januar 1785), Major a. D.[6]